# Бернский Физиолог
Бернский «Физиолог» (лат. Physiologus Bongarsianus) — иллюминированная рукопись латинского перевода «Физиолога» Каролингской эпохи, созданная, вероятно, в Реймсе. Долгое время находилось в аббатстве Св. Петра в Отвильере, в 1632 году была подарена городской библиотеке Берна, где с тех пор хранится (каталожное обозначение Codex Bongarsianus 318).
Рукопись была создана, предположительно между 825—850 годами, в колофоне на листе 130 оборотном, писец именует себя Гекпертом (Haecpertus). В нынешнем виде включает 131 пергаментный лист формата 255 × 180 мм. Рукопись переписана каролингским минускулом, для заголовков использован унциал. В 1946 году манускрипт был отреставрирован. Включает также 25 обрамлённых миниатюр и ещё 10 — в тексте. Возможно, они скопированы с античного прототипа V века.